# Каппа (мифология)

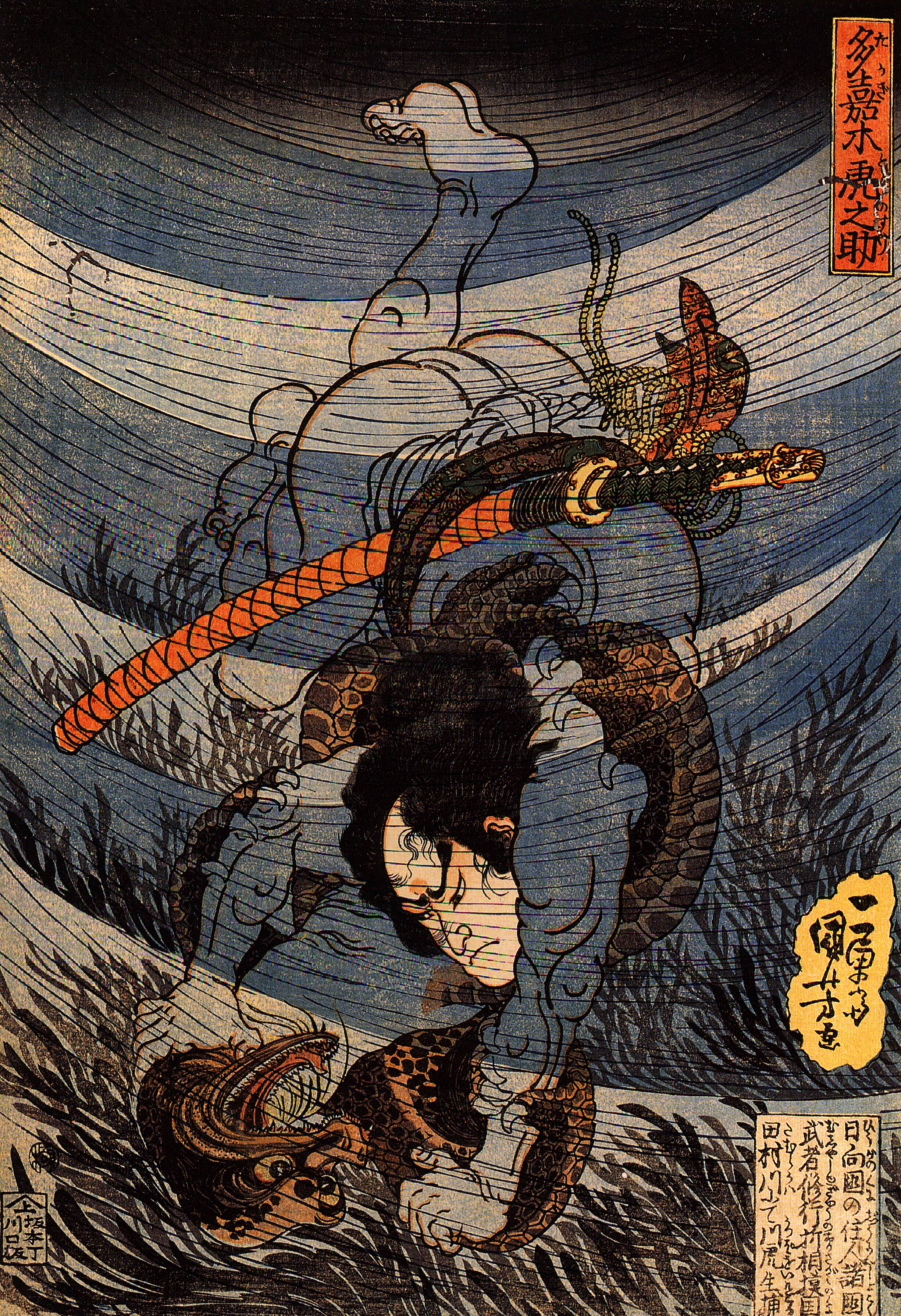
Картина Утагава Куниёси. Такаги Тораносукэ ловит каппу под водой в реке Тамура.

Каппа (яп. 河童: «речное дитя») — японская разновидность водяных. Кроме того, каппой в Японии называют также плащ-дождевик (яп. 合羽 — слово, имеющее португальское происхождение).
Каппа известен по всей Японии, однако, в зависимости от района страны, его имя или представления о внешнем виде могут немного отличаться. Кроме того, существуют также различные родственные виды, такие как: сэко — каппа, который в возрасте 2-3 лет забрался в горы, минтуци — существо из айнской мифологии, призрачный получеловек-полузверь; суйко — существо, встречающееся также в китайской и японской мифологии, дословно переводится как водный тигр. Наряду с они и тэнгу, каппа является одним из наиболее известных мифических существ Японии.

## Этимология
Происхождение каппы можно грубо разделить на две части — в Западной Японии и в Восточной Японии. На западе Японии считается, что образ каппы был завезён с континента и происходит от китайского Кахаку (ja:河伯). В Китае каппу относили к некоторому мифическому виду обезьяны (ja:猿猴). На востоке Японии есть несколько версий происхождения каппы: сикигами, которого сделал оммёдзи Абэ-но Сэймэй; дхармапала отшельника Эн-но Одзуну; или даже кукла, которую скульптор Хидари Дзингоро сделал себе в помощь. Рассказы о том, что руки каппы соединены друг с другом, берут начало именно отсюда.

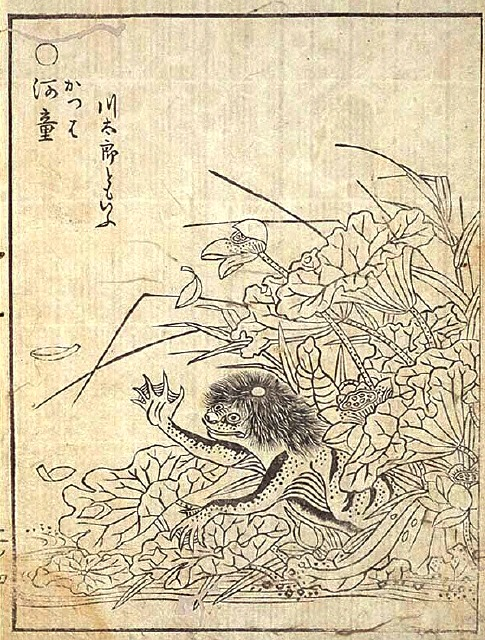
Торияма Сэкиэн выполнил рисунок каппы, появляющегося из зарослей в пруду с лотосами.

Так же как Божество Воды осенью становится Божеством Гор, каппа с приходом зимы в некоторых регионах становится Ямаваро (ja:山童). В префектуре Оита осенью каппа уходит в горы и становится Сэко (ja:セコ), а в префектуре Вакаяма — Кэсямбо (яп. ケシャンボ). Ямаваро почитается как божество горы, а каппа, как и китайский дракон, считается божеством воды. Есть мнение, что так же как и дзасики-вараси (аналог домового), считающимся духом гор, каппу могут видеть только дети.
Есть поверье о том, что каппа — это утонувшие дети, которые воровали на улицах. Предполагается, что поверье возникло в период Эдо, когда детское воровство было не редкостью, и таким образом взрослые люди хотели уменьшить число краж.
Что касается блюдца на голове, фольклорист Синобу Орикути в своей книге «Рассказы о каппе» делает замечание о том, что тарелка или чашка является предметом, на который кладут пищу, поэтому она может являться символом жизненных сил. С этим связано предание о том, как вместо тела девушки, бросившейся в колодец, находили чашку. Орикути так же отмечает существование в древности традиции приносить в жертву богам воды девушек. В Хирадо существует рассказ о том, как в одном особняке хозяин убил катаной и выбросил в море служанку, которая разбила блюдце и её тело стало прообразом каппы.

## Мифологический образ

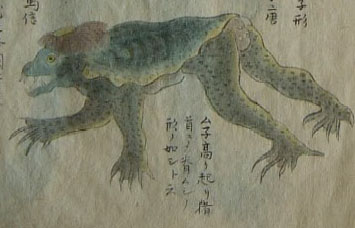
Изображение каппы, о поимке которого на пляже города Мито, префектура Тиба, сообщалось в 1801 году

Наиболее распространённый образ представляет собой нечто среднее между лягушкой и черепахой: лягушачья кожа, вместо носа — клюв, пальцы на руках и ногах могут быть соединены плавательными перепонками, на голове короткая шерсть, на спине может быть черепаший панцирь, имеет три задних прохода. Тело источает рыбий запах. На макушке у каппы имеется блюдце, которое даёт ему сверхъестественную силу. Оно всегда должно быть заполнено водой, иначе каппа утеряет свою силу или даже умрёт. Две руки каппы соединены друг с другом в районе лопаток; если потянуть за одну, то другая сожмётся или вообще может выпасть.
Примерно 30 % всех изображений каппы составляют каппы, похожие на обезьян: всё тело покрыто шерстью, во рту имеются клыки, носа практически не заметно, на руках есть большой палец, на ногах пяточная кость. В отличие от обычного каппы, вместо блюдца на голове — углубление в форме овального блюдца; черепашьего панциря может не быть.

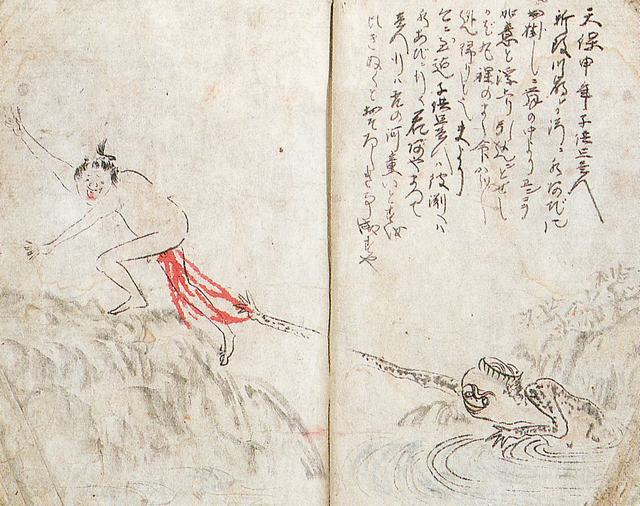
Рисунок из иллюстрированной книги сборника мифических существ. В реке Сингай китайский обезьяноподобный каппа нападает на ребёнка. (1836 год)

Типичное место обитания — река или болото, однако есть слухи и о морских каппах, которые пьют саке и хорошо плавают.
Считается, что каппа любит шалости, но не наносит человеку вреда. Однако есть и истории о том, что проходящих возле воды или купающихся людей каппа затягивает в воду, топит и вытаскивает из ануса человека шарик (яп. 尻子玉), который съедает или отдаёт Королю Драконов в качестве налога. Этот мифический шарик представлялся особым органом в заднем проходе, при вынимании которого человек становился дураком (яп. 腑抜け досл. «без внутренностей»). Основанием к появлению такой легенды могло послужить то, что у утопленника расслабляется мышца заднего прохода и кажется, что оттуда вытащили шарик. Также есть гипотеза о том, что этот шарик символизирует внутренности в целом.
Также каппа может вытащить шарик у ребёнка, если тот проиграет в борьбе сумо. Каппа любит сумо и часто забавляется борьбой с человеческими детьми. Считается, что каппа сильнее любого, даже взрослого сумоиста, однако всё же есть несколько способов выигрыша. Если застать каппу как раз после того, как он съел подношение покойному, то даже ребёнок сможет его победить. Ещё один способ — перед началом поединка поклониться: каппа поклонится в ответ, вода из блюдца выльется, и он потеряет силы. Вообще говоря, каппа любит сумо, потому что изначально оно было ритуалом в честь Божества Воды.
Любимая пища: огурцы, рыба и фрукты. Причина любви к огурцам кроется в том, что каппа считается воплощением Божества Воды. А Божеству Воды было принято подносить именно огурцы. Макидзуси с огурцами называют «капповыми» (яп. カッパ巻き).
Каппы не любят: железо, оленьи рога и обезьян. Однажды, поспорив с обезьяной, кто дольше будет находиться под водой; каппа проиграл, выдержав 12 часов, в то время как обезьяна 24.
В фольклоре есть частые упоминания о том, что каппа, обладая сильным чувством долга, в качестве благодарности за доброе дело приносил рыбу или рецепты лекарств. Поговаривают, что если каппа погладит себя по голове листом папоротника, то сможет временно превратиться в человека. Также он может принимать форму обезьяны или выдры. Считается, что если поймать каппу, он выполнит любое желание. На Кюсю есть поверье о том, что каппа может подражать звукам горного обвала, падающего дерева, взрыва и даже человеческой песни. Вот только, хоть мелодия этой песни и будет красивой, слова её никто не сможет разобрать.